# Lärverktyg
I Sverige använder myndigheter begreppen läromedel, lärresurser och lärverktyg för material och utrustning som lärare och elever använder för undervisning och lärande.

## Läromedel
Läromedel är lärresurser som är utvecklade för att användas för lärares undervisning och elevers lärande enligt läroplanen. Läromedel är en typ av lärresurs som är en typ av lärverktyg. Enligt läroplanen ska elever få läromedel av god kvalitet.
Med läromedel avses ofta grundläromedel som har utvecklats av specialiserade läromedelsföretag och författare. Grundläromedel är sådana läromedel som följer läroplanen och täcker undervisning och lärande för ett helt läsår eller en hel kurs. Till grundläromedel finns vanligen en lärarhandledning, övningar, fördjupningar på olika nivåer och andra delar. Handledningen ger läraren en struktur med genomgångar, fördjupningsmaterial, prov och bedömningsmatriser. I tidigare styrdokument betecknades grundläromedel som basläromedel som gav fasthet och sammanhang i studierna.
Tillsammans bildar alla delar läromedlet. Ett läromedel kan täcka ett helt stadium. Begreppet läromedel kan också avse enskilda delar i ett läromedel eller fristående delar som är anpassade till ett läromedel. Ett läromedel kan vara tryckt eller digitalt eller både och. Digitala läromedel är interaktiva nättjänster, ofta med alla delar samlade i tjänsten. En skönlitterär bok är en lärresurs och inte ett läromedel.
Läromedel kritiseras ibland för att vara styrande, vilket avser att undervisning och lärande domineras av ett grundläromedel utan tillräcklig användning av andra läromedel, lärresurser eller dialog.
Läromedel kritiseras ibland för att inte helt överensstämma med rådande värderingar i samhället och för att vissa perspektiv i en fråga inte kommer till uttryck.
Lärverktyg och lärresurser som används av lärare och elever kan ha läromedelsegenskaper.
I föreskrifterna till norska skollagen definieras anges att "Med læremiddel meiner ein alle trykte, ikkje-trykte og digitale element som er utvikla til bruk i opplæringa. Dei kan vere enkeltståande eller gå inn i ein heilskap, og dekkjer aleine eller til saman kompetansemål i Læreplanverket for Kunnskapsløftet."

## Lärresurser
Lärresurser är lärverktyg som har ett innehåll. Lärresurser är en typ av lärverktyg. I Nationell digitaliseringsstrategi för skolväsendet 2017 anges att med "digitala lärresurser avses allt material som är digitalt och till nytta i undervisning och lärande".
Lärreurser är läroböcker, digitala läromedel, skön- och facklitteratur, kopior av tidningsartiklar, webbplatser, program från Utbildningsradion UR, sponsrade böcker avsedda för skolan m.m. Ett ordbehandlingsprogram är ett lärverktyg och inte en lärresurs.
Digitala produkter kan bestå av både innehåll, program, tjänst och dator och det kan ibland vara svårt att skilja på lärresurser och lärverktyg.

## Lärverktyg
Lärverktyg är utrustning och material, exempelvis böcker, som behövs för undervisning och lärande i skolan. Enligt skollagen ska elever få tillgång till böcker och andra lärverktyg.
I Statistiska Centralbyråns (SCB) statistik för skolan avser lärverktyg 1. läroböcker, skön- och facklitteratur, tidningar, tidskrifter, kopior för undervisning och förbrukningsmaterial 2. böcker till skolbiblioteket och lönekostnader för skolbibliotekarier 3. kapitalkostnader, service och underhåll för utrustning som maskiner, verktyg, symaskiner, hyvelbänkar och datorer som används för undervisning 4. programvara för undervisning, internetanslutning och e-postadresser i skolan till elever och lärare, bild- och ljudmedier och AV-centraler och 5. studiebesök, kulturaktiviteter och lägerskolor och resor för det. 
För skolan kostnadsfria lärverktyg ingår inte i SCB:s statistik, exempelvis lärares egna undervisningsmaterial, illustrationsmaterial och sponsrade material.